# 海僧侶

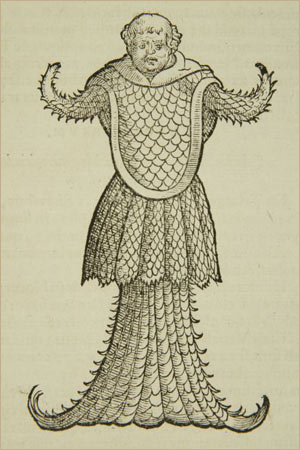
康拉德·格斯納的《動物史》中的海僧侶

海僧侶是一種據說在1546年發現於丹麥西蘭島東海岸的海洋生物。它是一種外貌很像僧侶的魚。康拉德·格斯納的《動物史》第四卷中作者提及在福斯灣也曾發現類似的生物，1531年波蘭沿海也有同樣的目擊記錄。
海僧侶因被迪巴爾塔斯在其著名詩作《La Sepmaine; ou, Creation du monde》中提及而出名。1850年代早期，丹麥動物學家乔珀托斯·史汀史翠普認為海僧侶只是大王烏賊而已。理查德·埃利斯也持同樣觀點。隱生動物學家伯納德·霍伊維爾曼則認為海僧侶可能是海象。後來也有是扁鯊、灰海豹、冠海豹、僧海豹的猜想，也有人認為這不過是一個騙局。